# المشورة والموافقة (رواية)
المشورة والموافقة Advise and Consent رواية من الأدب السياسي للروائي ألن دروري نشرت عام 1959 من دار نشر دابلداي.
ظلت الرواية في قائمة أكثر الكتب مبيعا في صحيفة نيويورك تايمز لمدة 102 أسبوعا، وفازة بجائزة بوليتزر للأدب في عام 1960، وحولت لفيلم ناجح في عام 1962 بطولة هنري فوندا.
وقد ألف دروري بعدها سلسلة روايات عرفت باسم سلسلة روايات «المشورة والموافقة» تكونت من خمسة روايات، أولها الرواية المذكورة وثانيها رواية «ظل من الاختلاف» في عام 1962.

## القصة
وتدور الأحداث حول تصديق الكونغرس الأمريكي على المرشح المثير للجدل لمنصب وزير الخارجية روبرت ليفينغويل، والذي يتعرض ترشحه لهذا المنصب للخطر بسبب ظهور أدلة بأنه كان عضوا في الحزب الشيوعي. وفي الرواية تنقسم الشخصيات الرئيسية إلى فريقين الأول يقوم بمحاولة إظهار هذه الأدلة والآخر إنكارها.